# Fundació Ibn Tufayl d'Estudis Àrabs
La Fundació Ibn Tufayl d'Estudis Àrabs és una institució de caràcter cultural dedicada a la investigació, promoció i difusió del coneixement sobre el món àrab en general, i sobre l'Àndalus en particular.

## Publicacions
Amb la finalitat de difondre la investigació i el coneixement sobre el món àrab, la fundació du a terme una important activitat editora. El seu catàleg està format per les següents publicacions:

### SèrieEnciclopedia de al-Andalus
- Biblioteca de al-Andalus (7 volums[1] i apèndix), obra enciclopèdica sense precedents per conèixer el ric llegat andalusí. Participen en la seua elaboració un centenar d'especialistes d'universitats espanyoles i estrangeres.[2] ISBN 978-84-934026-0-0

#### SèrieEstudios Andalusíes
- El Cantar de Mío Cid: génesis y autoría árabe, per Dolores Oliver Pérez.[3]
- Iraq y al-Andalus: Oriente en el Occidente islámico, per Salvador Peña (coord.).

#### SèrieTextos Andalusíes
- Almería andalusí y su territorio, per Jorge Lirola Delgado.

#### SèrieLengua árabe
- Diccionario español-árabe marroquí, árabe marroquí-español, per Francisco Moscoso.

#### Fora de sèrie
- Al-Mutasim de Almería (2010), obra teatral, per Catherine François. ISBN 978-84-8108-467-2